# Андреас Нільсен
Андреас Нільсен (нім. Andreas Nielsen; 23 грудня 1899, Фленсбург — 24 квітня 1957, Фленсбург) — німецький військово-повітряний діяч, генерал-лейтенант люфтваффе. Кавалер Німецького хреста в золоті.

## Біографія
16 жовтня 1917 року вступив добровольцем до армії. У квітні 1919 року демобілізований. 1 березня 1920 року вступив у рейхсвер, служив в 17-му піхотному полку. З 1 квітня 1928 по 30 вересня 1929 року проходив льотну підготовку на секретних авіаційних курсах (в цей період він офіційно значився у відставці). У 1933-35 роках пройшов підготовку офіцера Генштабу. 1 липня 1935 року переведений в люфтваффе. З 1 квітня 1937 року — командир винищувальної групи «Дюссельдорф», з 1 липня 1937 року — начальник групи Генштабу люфтваффе. У лютому-березні 1939 року перебував у складі легіону «Кондор» в Іспанії. З 21 березня 1939 року — командир 1-ї групи 88-ї бомбардувальної ескадри легіону «Кондор». З 26 червня 1939 року — командир 1-ї групи 27-ї бомбардувальної ескадри, з 25 лютого 1940 року — начальник штабу 2-го авіакорпусу, з 30 червня 1940 року — начальник оперативного відділу штабу 4-го повітряного флоту. З 20 жовтня 1940 року — начальник штабу 5-го повітряного флоту в Норвегії. Одночасно в 1941-43 роках був командувачем винищувальною авіацією в районі Чорного моря.  31 грудня 1943 року призначений командувачем ВПС в Данії. З 12 травня 1944 року — начальник штабу повітряного флоту «Рейх». 23 травня 1945 року взятий в полон британськими військами. 7 липня 1947 року звільнений.

## Звання
- Доброволець (16 жовтня 1917)
- Єфрейтор (25 жовтня 1918)
- Фанен-юнкер-унтерофіцер (15 листопада 1922)
- Фенріх (1 вересня 1923)
- Обер-фенріх (1 жовтня 1924)
- Лейтенант (1 грудня 1924)
- Оберстлейтенант (1 жовтня 1939)
- Оберст (1 жовтня 1941)
- Генерал-майор (1 березня 1943)
- Генерал-лейтенант (1 липня 1944)

## Нагороди
- Почесна шабля за відмінну стрільбу з гвинтівки (1927)
- Орден крові (№1 459; 9 листопада 1933)
- Почесний хрест ветерана війни з мечами (29 грудня 1934)
- Нагрудний знак пілота (1 квітня 1935)
- Медаль «За вислугу років у Вермахті» 4-го, 3-го і 2-го класу (18 років; 2 червня 1936) — отримав 3 медалі одночасно.
- Медаль «У пам'ять 13 березня 1938 року» (16 грудня 1938)
- Орден Заслуг (Угорщина), офіцерський хрест (4 листопада 1938)
- Нагрудний знак пілота (Італія) (28 травня 1939)
- Іспанський хрест в сріблі з мечами (25 червня 1939)
- Медаль «За Іспанську кампанію» (Іспанія)
- Медаль «У пам'ять 1 жовтня 1938» (8 серпня 1939)
- Залізний хрест
  - 2-го класу (16 вересня 1939)
  - 1-го класу (17 травня 1940)
- Орден Хреста Свободи 2-го класу з мечами (Фінляндія; 16 або 18 листопада 1941)
- Німецький хрест в золоті (20 квітня 1942)
- Нагрудний знак пілота (Словаччина) (10 листопада 1945)
- Орден Корони короля Звоніміра, командорський хрест із зіркою (Незалежна Держава Хорватія; 10 лютого 1945)